# Уткин, Владимир Фёдорович
Влади́мир Фёдорович У́ткин (17 октября 1923, Пустобор, Касимовский уезд, ныне Касимовский район, Рязанская область — 15 февраля 2000, Москва) — советский и российский учёный, конструктор, специалист в области ракетно-космической техники. Дважды Герой Социалистического Труда. Лауреат Ленинской премии. Главный конструктор и начальник КБ «Южное» (город Днепропетровск, Украина), академик АН УССР (1976), академик АН СССР (1984). Член ЦК КПСС (1976—1990).

## Биография
Родился 17 октября 1923 года в деревне Пустобор (ныне не существует, земли Шостьинского сельского поселения Касимовского района Рязанской области) в семье рабочего Фёдора Дементьевича (1896—1940) и домохозяйки Анисии Ефимовны (1893—1981). Русский.
Отец — Уткин Фёдор Дементьевич (1896—1940), трудовую деятельность начал в 14 лет, работал на заводах в посёлках Клетино, Пустобор Рязанской области, в дальнейшем был плановиком-экономистом на чугунолитейном заводе в посёлке Лашма. Мать — Уткина (Лашина) Анисия Ефимовна (1894—1981), всю жизнь занималась воспитанием четырёх сыновей и вела домашнее хозяйство.
Детство провёл в посёлке Лашма Касимовского района Рязанской области. В 1941 году с отличием окончил среднюю школу № 2 в городе Касимов, и уже в августе был призван в ряды Красной Армии и направлен в училище связи, затем в 21-й отдельный полк связи. Вчерашний школьник стал военным телеграфистом, сержантом 49-й отдельной роты связи 278-й Сталинской Краснознамённой сибирской ордена Суворова II степени истребительной авиационной дивизии Резерва Ставки Верховного Главнокомандования.
С 1942 года и до конца войны Уткин воевал на различных фронтах — Волховском, Северо-Кавказском, Южном, 4-м и 1-м Украинских, 3-м Белорусском, пройдя путь от Волхова до Берлина. За мужество и отвагу, проявленные на фронтах Великой Отечественной войны, старший сержант Уткин был награждён двумя орденами Красной Звезды, орденом Отечественной войны II степени, медалями.
В 1946 году Уткин поступил в Ленинградский военно-механический институт. После успешного окончания института в 1952 году получил распределение в одно из ведущих конструкторских бюро страны — КБ «Южное» в городе Днепропетровске (Украина). Работал инженером-конструктором, старшим инженером, затем возглавлял различные научно-исследовательские и проектно-конструкторские подразделения: начальник группы, начальник сектора, заместитель начальника отдела, заместитель главного конструктора.
В 1967 году назначен первым заместителем главного конструктора и начальника КБ «Южное», в 1971 году — главным конструктором и начальником, а в 1979 году — генеральным конструктором и начальником КБ.
Указом Президиума Верховного Совета СССР в августе 1969 года Уткину Владимиру Фёдоровичу присвоено звание Героя Социалистического Труда с вручением ордена Ленина и золотой медали «Серп и Молот».
В качестве разработчика и руководителя научно-исследовательских работ Уткин непосредственно принимал участие в создании современных ракет-носителей и космических летательных аппаратов. Под его руководством разработаны и сданы на вооружение четыре стратегических ракетных комплекса, обеспечивших паритет отечественных ракетно-ядерных сил с соответствующими силами США, создано несколько ракет-носителей. Последняя разработка — высокоэффективная, экологически чистая ракета-носитель «Зенит», способная выводить на околоземную орбиту 12 тонн полезного груза, твердотопливная ракета РТ-23 (по натовской классификации SS-24), которой оснащались Боевые железнодорожные ракетные комплексы. В области космических аппаратов были введены в строй различные спутники оборонного и научного назначения. Всего на разнообразные орбиты было выведено более трёхсот аппаратов семейства «Космос», которые составляют значительную часть от общего количества спутников этой серии.
К числу достижений КБ, возглавляемого Уткиным, относятся также создание разделяющихся орбитальных головных частей ракет, разработка уникального миномётного вида старта тяжёлой ракеты из шахты, решение комплекса научно-технических проблем, обеспечивающих непрерывное боевое дежурство жидкостных ракет в заправленном состоянии в течение многих лет, а также стойкость ракет при действии на них поражающих факторов. Стратегия конструктора-учёного Уткина — нахождение альтернативных оптимальных научно-технических решений при минимальных затратах.
Уткин — деятельный участник работ в области международного сотрудничества по исследованию и освоению космического пространства. Знаменательным событием стало осуществление обширной программы «Интеркосмос», являвшейся значительным вкладом в дело совместного исследования околоземного пространства учёными различных стран. В содружестве с французскими учёными был осуществлён проект «Аркад» с помощью спутника «Орёл».
Указом Президиума Верховного Совета СССР от 12 августа 1976 года Уткин Владимир Фёдорович награждён орденом Ленина и второй золотой медалью «Серп и Молот».
В 1976 году был избран действительным членом (академиком) АН Украинской ССР, в 1984 году — академиком АН СССР.
С 1986 года он являлся генеральным директором и генеральным конструктором НПО «Южное». Уткин принимал самое деятельное участие в работах по использованию оборонных научно-технических разработок в интересах науки и народного хозяйства: в создании ракеты-носителя «Циклон» на базе СС-9, спутника «Космос-1500», использованного для вывода каравана судов из льдов Восточно-Сибирского моря.
В 1990—2000 годах — директор Центрального научно-исследовательского института машиностроения Российского космического агентства. Он принимал деятельное участие в перестройке управления ракетно-космической отрасли страны в новых экономических условиях, внёс существенный вклад в разработку Программ научно-прикладных исследований и экспериментов на борту орбитальных пилотируемых станций «Мир» и МКС и Федеральной космической программы России. Под его руководством в институте велись научные исследования по различным разделам Федеральной программы, проводились научно-исследовательские и опытно-конструкторские работы с целью создания опытных аппаратов специального назначения. В рамках достигнутых договорённостей с США обеспечивалось научно-техническое «сопровождение» ключевых проблем, связанных с международной космической станцией (МКС).
Жил в Москве. Скончался 15 февраля 2000 года. Похоронен на Троекуровском кладбище в Москве.

## Семья
Жена Валентина Павловна Уткина (1924—1994).
Брат — Уткин, Алексей Фёдорович (1928—2014), главный конструктор КБ специального машиностроения, спроектировал стартовый комплекс и подвижной состав для Боевого железнодорожного ракетного комплекса
Брат — Уткин Николай Фёдорович (1919—1989), профессор, на протяжении 19 лет работал проректором Балтийского государственного технического университета.
Брат — Уткин Пётр Фёдорович (1925—1974), служил в Вооружённых Силах СССР, подполковник Советской Армии

## Награды СССР и РФ
- Две Медали «Серп и Молот» Героя Социалистического Труда (29 августа 1969 года, 12 августа 1976 года).
- Орден «За заслуги перед Отечеством» II степени (23 октября 1998 года) — за выдающийся вклад в становление и развитие ракетно-космической отрасли[5]
- Орден «За заслуги перед Отечеством» III степени (24 декабря 1996 года) — за заслуги перед государством, большой вклад в становление и развитие отечественной ракетно-космической промышленности, укрепление экономического сотрудничества с зарубежными странами[6]
- Шесть Орденов Ленина (1961, 1966, 29.08.1969, 1973, 12.08.1976, 1983)
- Орден Трудового Красного Знамени (1959)
- Орден Отечественной войны 1-й степени (11.03.1985)
- Орден Отечественной войны 2-й степени (194..)
- Два Ордена Красной Звезды (1944, 1945)
  - Медали и грамоты, в том числе:
  - медаль Жукова
  - медаль «За боевые заслуги»
  - медаль «За трудовую доблесть»
  - медаль «За доблестный труд. В ознаменование 100-летия со дня рождения Владимира Ильича Ленина»
  - медаль «За оборону Кавказа»
  - медаль «За Победу над Германией в Великой Отечественной войне 1941-1945 гг.»
  - медаль «Двадцать лет победы в Великой Отечественной войне 1941—1945 гг.»
  - медаль «Тридцать лет победы в Великой Отечественной войне 1941—1945 гг.»
  - юбилейная медаль «Сорок лет Победы в Великой Отечественной войне 1941—1945 гг.»
  - юбилейная медаль «50 лет Победы в Великой Отечественной войне 1941—1945 гг.»
  - медаль «В память 850-летия Москвы»
  - медаль «За взятие Берлина»
  - медаль «За освобождение Варшавы»
  - медаль «Ветеран труда»
  - медаль «50 лет Вооружённых Сил СССР»
  - медаль «60 лет Вооружённых Сил СССР»
  - юбилейная медаль «70 лет Вооружённых Сил СССР»
    - Золотая медаль имени С. П. Королёва (АН СССР, 1988)
- Почётная грамота Правительства Российской Федерации (8 октября 1998 года) — за большой личный вклад в становление и развитие ракетно-космической отрасли, многолетний добросовестный труд и в связи с 75-летием со дня рождения[7]
- Почётный гражданин Касимовского района.

## Награды Украины
- Почётный знак отличия Президента Украины (11 апреля 1995 года) — за выдающийся вклад в создание ракетно-космических систем, укрепление международного сотрудничества в космической отрасли и в связи с 10-летием первого запуска ракеты-носителя «Зенит»[8]

## Премии
- Лауреат Ленинской премии (1964)
- Лауреат Государственной премии СССР (1980)

## Почётный гражданин
Был избран почётным гражданином городов Рязани (27.05.1987) и Касимова

## Память
- Школа № 2, где учился В. Ф. Уткин, и улица в г. Касимове, на которой расположена эта школа, носят его имя[9].
- Бронзовые бюсты установлены в Рязани, Касимове и Лашме.
- Мемориальные доски установлены в Касимове на школе, которую окончил В. Ф. Уткин, и в Лашме на доме, в котором он вырос.
- В его честь был назван астероид (13477) Уткин.
- Мемориальная доска с барельефом академика В. Ф. Уткина на одном из корпусов ЦНИИмаш (Московская область, г. Королёв) была открыта 17 октября 2003 г.
- Рязанцы увековечили память Владимира Фёдоровича Уткина Золотой медалью его имени, присуждаемой по двум номинациям (национальной и региональной).
- В 2002 году к 850-летию г. Касимова открыт мемориальный комплекс, посвящённый памяти В. Ф. Уткина, в который входит макет РН «Зенит» и барельеф учёного. В 2003 году к 80-летию В. Ф. Уткина на здании школы установлена памятная доска.
- В 2002 году учреждены премии Рязанской области по науке и технике имени академика В. Ф. Уткина[10]
- Сквер имени академика В. Ф. Уткина на ул. Циолковского в Рязани. Название присвоено в январе 2002 г.
- Общественный комитет имени академика В. Ф. Уткина. Присуждает Золотые и серебряные медали имени академика В. Ф. Уткина.
- Международный фонд учёных и инженеров имени академика В. Ф. Уткина.
- Присвоение Рязанскому государственному радиотехническому университету имени В. Ф. Уткина 1 апреля 2019 года[11].
- Сквер имени академика В. Ф. Уткина в городе Королёв (Московская область).